# Теруэль
Теруэ́ль (исп. и араг. Teruel) — город в Испании, автономное сообщество Арагон, административный центр одноимённой провинции. Знаменит скоплением средневековых памятников в стиле мудехар, которые внесены в список Всемирного наследия.

## История
Поселение (под названием Турболета) существовало ещё в доримскую эпоху. В 714 году на месте Теруэля существовало арабское поселение Теруаль. В 1171 году оно завоёвано королём Альфонсо II Арагонским.
В период гражданской войны (1936—1939) город был местом кровопролитного Теруэльского сражения. При этом Теруэль был единственной столицей провинции, взятой республиканцами, хотя в итоге битва была выиграна войсками Франко.
В конце 1990-х — начале 2000-х гг. местные активисты провели кампанию под лозунгом «Теруэль существует» (исп. Teruel existe), чтобы привлечь внимание центральных властей к проблемам региона. Они добивались, в частности, проведения через Теруэль линии скоростного поезда AVE. На выборах 10 ноября 2019 года движение Teruel existe получило 1 место в Конгрессе депутатов и 2 места в Сенате Испании.

## Главная достопримечательность

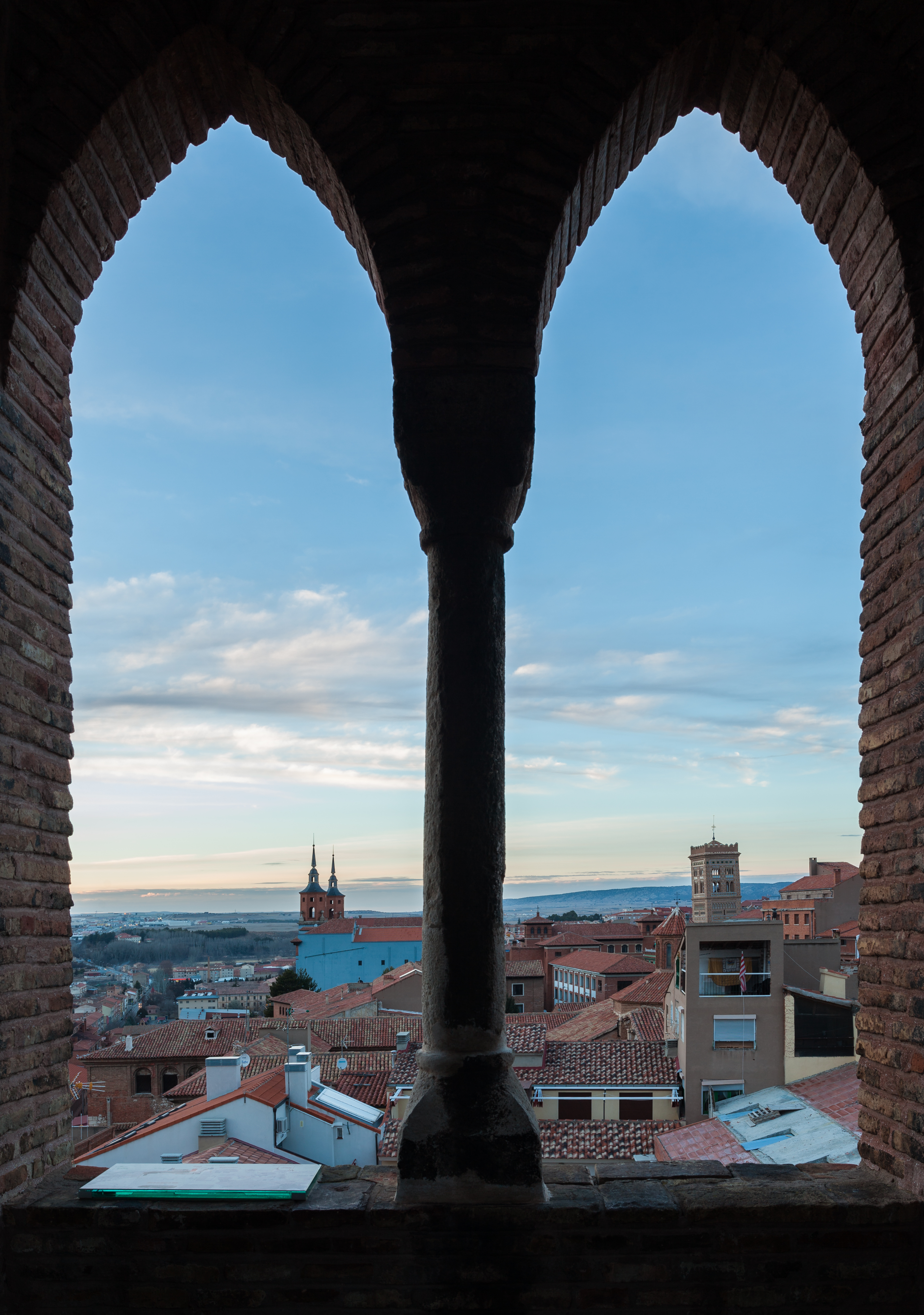
Вид из башни Спасителя

Кафедральный собор святой Марии из Медиавильи находится в самом центре города в непосредственной близости от башни Спасителя (исп. Torre del Salvador), на пересечении улиц Калье Нуэва и Калье-де-Сан-Франсиско. Это один из немногих кафедральных соборов, построенных в стиле муде́хар; в его внешнем облике присутствуют практически все характерные элементы этого стиля.
Первоначальная церковь была построена в последней четверти XII века, в романском стиле. В середине XIII века мавританский зодчий Хусафф перестроил её и возвёл три нефа в стиле муде́хар с кирпичной кладкой. Этот этап строительства завершился в 1257 году возведением квадратной башни-колокольни в стиле мудехар, обильно украшенной асулехос (изразцами) и тонкой керамикой. Нефы в стиле мудехар были значительно выше других элементов церкви, поэтому для придания конструкции пропорциональности в 14 веке была перестроена центральная часть (средокрестие), а также возведены новые апси́ды в стиле мудехар, в результате чего количество опорных элементов сократилось почти вдвое; внутри церкви стало просторней и светлее.
В 1423 году антипапа Бенедикт XIII присвоил церкви ранг Соборной. В 1538 году Мартином де Монтальбаном на тромпах был построен купол центрального нефа на восьмиугольной основе, в стиле платереско-мудехар. В 1587 году при создании теруэльской епархии церковь была объявлена Собором. В XVII веке башня была увенчана восьмиугольным куполом. Наконец, в 1909 году архитектор-модернист Пабло Монгио построил южный фасад собора, который соединил в себе архиво́льты полукруглых арок в неороманском стиле с типичным для стиля неомудехар орнаментом.
Одним из наиболее примечательных элементов собора является кровля XIV века, имеющая протяжённость около 32 метров. Её кессоны расписаны узорами на исторические, религиозные и бытовые темы: чиновники, ремесленники, исторические персонажи, фантастические существа, целая галерея человеческих образов — всё это дошло до наших дней в отличном состоянии благодаря неоклассической кровле, покрывшей в XVIII веке первоначальный вариант в стиле муде́хар. Художественное значение этих средневековых росписей настолько велико, что кровлю собора прозвали «сикстинской капеллой искусства мудехар».
Интересно, что стропила кровли центрального нефа поддерживают его верхнюю часть и укрепляют всю конструкцию, то есть выполняют и архитектурную функцию, что довольно необычно: практически все другие кровли стиля муде́хар являются исключительно декоративными.
Во время Гражданской войны знаменитая кровля была частично повреждена, после чего её отреставрировали не самым удачным образом: внимательному наблюдателю новые узоры выдают своё позднее происхождение.
Башня, кровля и купол центрального нефа Теруэльского собора в 1986 году были объявлены ЮНЕСКО частью всемирного культурного наследия.

## Климат
| Показатель                    | Янв. | Фев. | Март | Апр. | Май  | Июнь | Июль | Авг. | Сен. | Окт. | Нояб. | Дек. | Год  |
| ----------------------------- | ---- | ---- | ---- | ---- | ---- | ---- | ---- | ---- | ---- | ---- | ----- | ---- | ---- |
| Средний суточный максимум, °C | 9,3  | 11,6 | 14,5 | 16,2 | 20,5 | 25,7 | 30,4 | 29,7 | 25,2 | 18,6 | 13,2  | 9,8  | 18,7 |
| Средняя температура, °C       | 3,6  | 5,2  | 7,5  | 9,4  | 13,5 | 17,9 | 21,6 | 21,3 | 17,6 | 12,1 | 7,2   | 4,6  | 11,8 |
| Средний суточный минимум, °C  | −2,1 | −1,1 | 0,4  | 2,6  | 6,5  | 10,2 | 12,8 | 13,0 | 9,9  | 5,7  | 1,2   | −0,6 | 4,9  |
| Норма осадков, мм             | 17   | 14   | 19   | 36   | 56   | 43   | 30   | 40   | 36   | 42   | 22    | 20   | 373  |
| Источник: AEMeT               |      |      |      |      |      |      |      |      |      |      |       |      |      |

Имея общее население 34 тыс. чел, Теруэль является наименее населённой столицей провинции в стране. При этом в Теруэле среди всех столиц провинций Испании меньше всего процент молодёжи и больше всего — лиц старше 65 лет.

## Население
| Год  | Численность | Численность   |
| ---- | ----------- | ------------- |
| 2001 | 30 789      | [ 3 ]         |
| 2002 | 31 506      | [ 4 ]         |
| 2004 | 32 580      | [ 5 ]         |
| 2005 | 33 238      | [ 6 ]         |
| 2006 | 33 673      | [ 7 ]         |
| 2007 | 34 236      | [ 8 ]         |
| 2008 | 35 037      | [ 9 ]         |
| 2009 | 35 396      | [ 10 ]        |
| 2010 | 35 241      | [ 11 ]        |
| 2011 | 35 288      | [ 12 ]        |
| 2012 | 35 841      | [ 13 ]        |
| 2013 | 35 961      | [ 14 ]        |
| 2014 | 35 675      | [ 15 ]        |
| 2015 | 35 590      | [ 16 ]        |
| 2016 | 35 564      | [ 17 ]        |
| 2017 | 35 484      | [ 18 ]        |
| 2018 | 35 691      | [ 19 ] [ 20 ] |
| 2019 | 35 890      | [ 21 ]        |
| 2020 | 36 240      | [ 22 ]        |
| 2021 | 35 994      | [ 23 ]        |
| 2022 | 35 900      | [ 24 ]        |
| 2023 | 36 267      | [ 25 ]        |
| 2024 | 36 713      | [ 2 ]         |

## Транспорт
Вблизи города находится аэропорт Теруэль. Это самый большой технический аэропорт Европы. В Теруэль не летают коммерческие рейсы, он построен для временного хранения самолётов, а также для выведенных из эксплуатации лайнеров, ожидающих переработки в металлолом. В частности, во время пандемии COVID-19 здесь приземлились на временное хранение около 100 лайнеров